# Fiholms ribston
Fiholms ribston är en äppelsort vars ursprung inte är hundra procent säker, sorten har i alla fall fått sitt namn efter Fiholms säteri i Södermanland, och många tror att det även är där äpplet har sitt ursprung. Äpplet är medelstort med ett något knottrigt skal. Köttet är fast, saftigt, och en aning syrligt. Äpplet mognas i december och håller sig vid bra förvaring till omkring slutet på februari, mars början. Äpplet är inte en korsning av Ribston och Cox Pomona som en del har förmodat.  Äpplet passar både som ätäpple såsom köksäpple. I Sverige odlas Fiholms ribston gynnsammast i zon I-III.